# Sven Utterström
Sven Ludvig "Uttern" Utterström, född 16 maj 1901 i Vibbyn i Överluleå socken, död 7 maj 1979 i Boden, var en svensk fabrikör och längdskidåkare som tävlade för Bodens BK.
Sven Utterström var son till lantbrukaren Olof Ludvig Utterström och Anna Kristina Karlsson. Han började efter genomgången folkskola att vid 14 års ålder ägna sig åt skogsarbete på faderns gård. Det var hans huvudsakliga sysselsättning fram till 1928, då han tillsammans med vännen och kompanjonen Sven Nilsson startade en läskedrycks och mineralvattenfabrik i Boden. Senare ägnade de sig åt tillverkning av skidvalla, samt drev en sportaffär. Utterström vann 1922 svenska mästerskapen i Skidlöpning i Stockholm, och blev senare svensk mästare på 30 kilometer 1928, 1930 och 1933 samt svenska mästerskapen i stafett för Bodens BK 1925. Han vann Vasaloppet 1925 och delade vasaloppssegern 1928 med Per-Erik Hedlund. Utterströms främsta bedrifter som idrottare var segrarna i Holmenkollens 50 kilometerslopp 1929 och 1930, båda i hård strid med norrmannen Arne Rustadstuen, samt den överraskande segern på 18 kilometer vid Os i Lake Placid 1932. På skidutrustningens område kom Utterströms erfarenheter (hårda bindningar, kortare skidor och stavar) att bli vägledande för senare generationers skidlöpare. Han utgav Mitt skidlöparliv (1934).
Utterström belönades med Svenska Dagbladets guldmedalj 1929 tillsammans med konståkaren Gillis Grafström.

## Meriter
- 1925 – Segrare i Vasaloppet[3]
- 1930 – VM-guld på 50 kilometer
- 1932 – OS-guld på 18 kilometer[2]
- 1933 – VM-guld i stafett

## Filmografi
- 1931 – I slagbjörnens spår
- 1933 – Med Uttern till fjälls